# Matoto
Matoto es un distrito de Conakri, la capital nacional de Guinea, con una población censada en marzo de 2014 de 666 640 habitantes.
Se encuentra ubicado al oeste del país, junto a la costa del océano Atlántico y cerca de la frontera con Sierra Leona.